# Валериана лекарственная
Валериа́на лека́рственная, или коша́чья трава́ (лат. Valeriána officinális), — вид растений рода Валериана (Valeriana) подсемейства Валериановые. В медицинских целях используют корневище и корни растения. Применяется в качестве седативного лекарственного средства и как спазмолитик (в отношении гладкой мускулатуры органов желудочно-кишечного тракта (ЖКТ) и мочевыделительной системы).
Валериана обладает лишь очень слабым успокаивающим эффектом. В систематических обзорах подвергается сомнению эффективность валерианы при тревожных расстройствах и нарушениях сна.

## Этимология
Родовое название происходит либо от фр. valériane, либо от лат. valeriana (по названию местности Valeria в Паннонии).

## Ботаническое описание

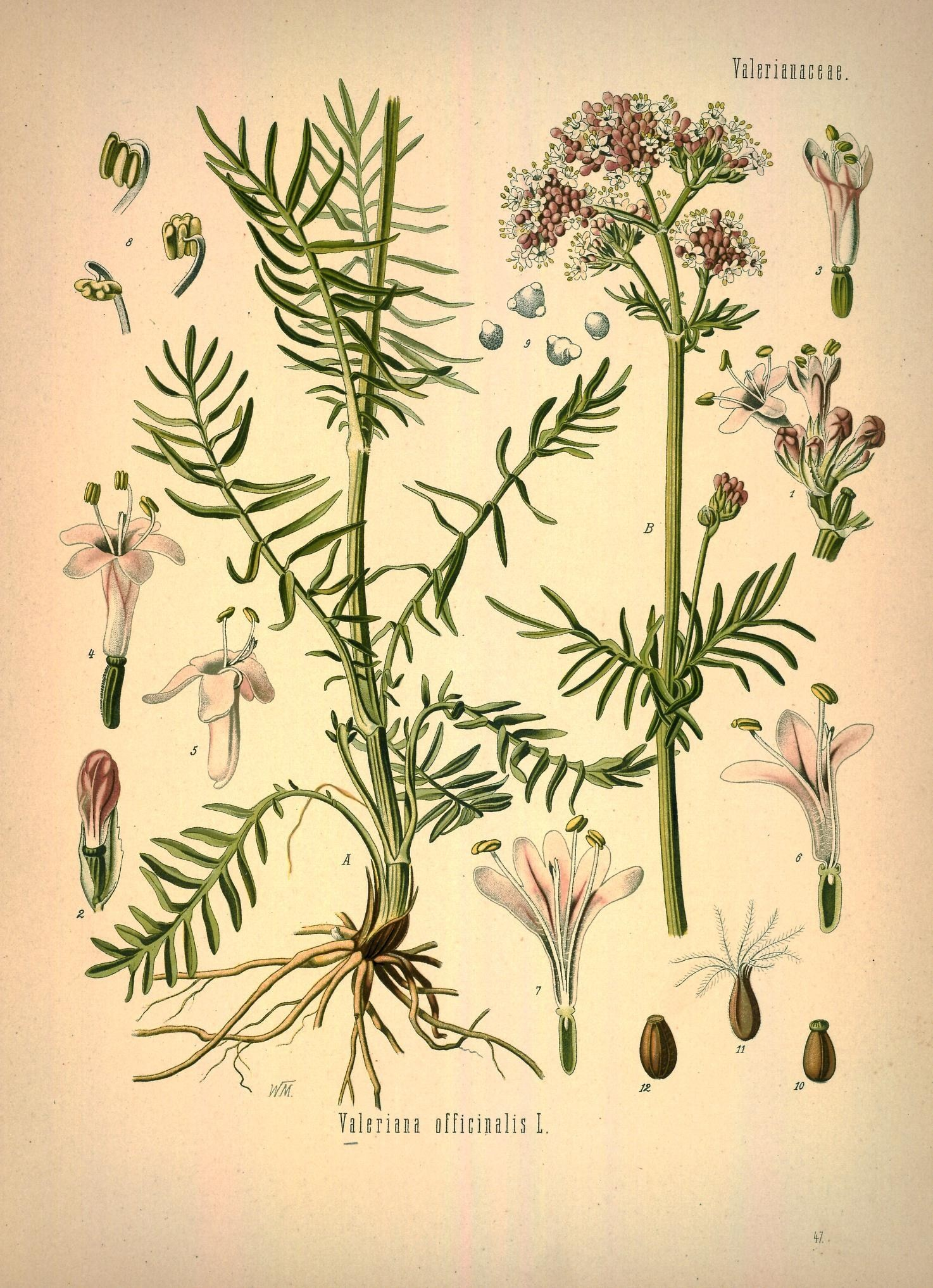

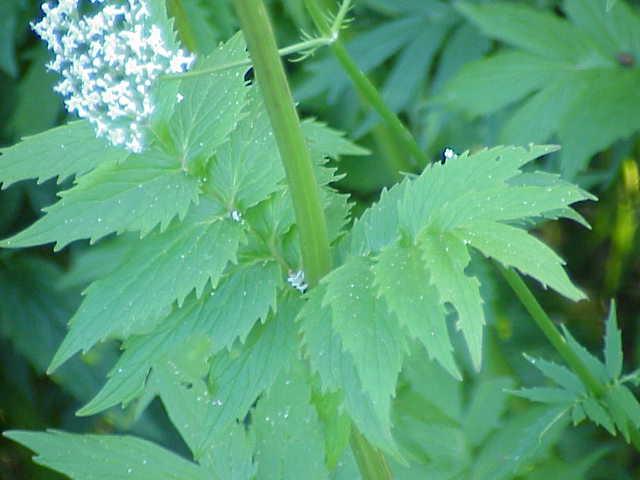
Стебель с листьями

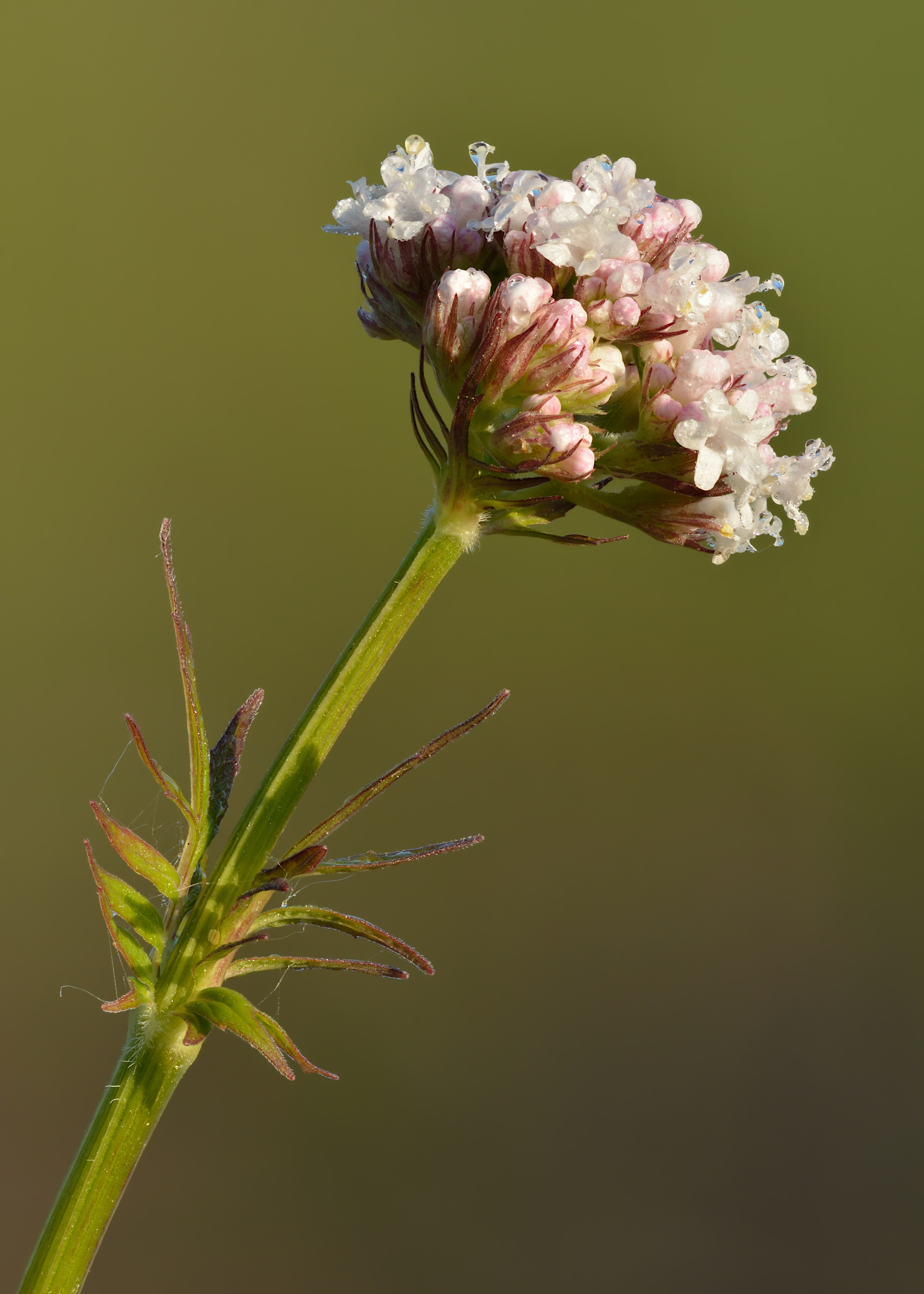
Соцветие

Валериана лекарственная — многолетнее травянистое растение, достигает в высоту 1,5 (1,2—1,8) м.
Корневище — короткое, толстое (длиной до 4 см, толщиной до 3 см), с рыхлой сердцевиной, часто полое, с поперечными перегородками. От корневища отходят во все стороны многочисленные тонкие придаточные корни, иногда подземные побеги — столоны. Корни часто отделены от корневища, гладкие, ломкие, толщиной до 3 см, длиной до 10—12 см. Цвет корневища и корней снаружи — желтовато-коричневый, на изломе — от желтоватого до коричневого. Запах сильный, ароматный. Вкус водного извлечения пряный, сладковато-горьковатый.
Стебель — прямостоячий, дудчатый, бороздчатый, ближе к соцветию разветвляется. На одном кусту развивается несколько стеблей.
Листья: нижние и средние — длинночерешковые, верхние — сидячие, супротивные, иногда очередные или собранные по три—четыре в мутовки, перисторассечённые.
Цветки — душистые, мелкие, до 4 мм в диаметре, обоеполые, с двойным околоцветником, белые, бледно-фиолетовые или розоватые, собраны в крупные верхушечные и пазушные щитковидные или метельчатые ветвистые соцветия. Венчик воронковидный, с пятилопастным изгибом. Тычинок три. Цветёт со второго года жизни почти всё лето.
Пыльцевые зёрна трёхбороздные, шаровидно-сплющенной формы. Длина полярной оси 37,4—46,2 мкм, экваториальный диаметр 41,8—50,6 мкм (без шипов). В очертании с полюса округло-треугольные, с экватора — широкоэллиптические. Борозды шириной 8—12 мкм, короткие, края неровные, концы притуплены; мембрана борозд покрыта неравномерно зернистой скульптурой. Ширина мезокольпиума 30,8—39,6 мкм, диаметр апокольпиума 12—18 мкм. Экзина толщиной до 3 мкм (без шипов), стерженьковый слой виден. Скульптура шиповатая, шипы с широким основанием, оттянутыми и тонкозаострёнными концами высотой до 1,5 мкм. Диаметр основания шипов 1—1,2 мкм, расстояние между ними 1—4 мкм. Текстура зернистая. Пыльца жёлтого цвета.
Формула цветка: {\displaystyle \uparrow K_{0\;or\;\infty }\;C_{(5)}\;A_{3}\;G_{({\overline {3}})}}
.
Плод — семянка, созревает в августе — сентябре. Вес тысячи семян (плодов) 0,4—0,5 г.

## Распространение
Родиной является Средиземноморье. Распространена в умеренной и субтропической зонах, в том числе практически на всей европейской части России.
Растёт на заболоченных и низинных лугах, на травяных и торфяных болотах, по берегам водоёмов, среди зарослей кустарников, на полянах и опушках. Введена в культуру, и потребность в валериане лекарственной как лекарственном сырье удовлетворяется за счёт возделывания этого растения на плантациях.

## Химический состав
Корневище и корни валерианы содержат свыше 100 химических веществ, среди которых до 2—3,5 % эфирного масла жёлтого или светло-бурого цвета, с характерным валериановым запахом (главную часть масла составляет борнилизовалерианат, изовалериановая кислота, борнеол, пинен, терпинеол, камфен, лимонен), сесквитерпены (валерианаль, валеренон), а также свободные валериановую и валереновую кислоты, иридоиды (валепотриаты: изовалтрат, валтрат, дигидровалтрат, ацевалтрат, валередин, валехлорин), алкалоиды (валерин, валерианин, хатинин, актинидин), тритерпеновые гликозиды, дубильные вещества, органические кислоты (пальмитиновая, стеариновая, уксусная, муравьиная, яблочная и др.), свободные амины.
Физические константы эфирного масла изменяются в широких пределах: удельный вес от 0,9 до 1,04, кислотное число от 1 до 50, эфирное число от 20 до 140, коэффициент преломления от 1,40 до 1,49; вращение плоскости поляризации от −3° до −34°. Растворимость в 80-процентном спирте в соотношении от 1:1 до 1:2, а в 90-процентном спирте от 1:0,5 до 1:1,5.
Элементный состав валерианы лекарственной включает 61 химический элемент, из них 7 макроэлементов и 54 микро- и ультрамикроэлементов. Корни и корневища валерианы способны к аккумуляции Cs137 из почвы, что следует учесть при сборе в местностях с повышенным его содержанием в почве.

## Значение и применение
В России в продаже есть как лекарственные средства, так и биологически активные добавки с валерианой. Аптечные лекарства представлены в двух лекарственных формах: спиртовая настойка валерианы и таблетки на основе экстракта корней и корневища валерианы.
Ассортимент и формы выпуска биодобавок с валерианой разнообразны — от чайных смесей до капсул, драже и таблеток.

### Медицинское применение
Экстракт и сушёные корни валерианы лекарственной применяются в народной медицине. В письменных источниках она упоминается как минимум с II века в качестве снотворного и успокоительного средства. Гален рекомендовал препараты валерианы при бессоннице. В XVI веке врачи прописывали ее пациентам с нервозностью, головными болями и учащенном сердцебиением. В середине XX века настойка валерианы использовалась для снижения стресса
Обычно в качестве лекарственного растения используется собственно валериана лекарственная (Valeriana officinalis), но могут быть использованы Valeriana wolgensis, Valeriana dubia и некоторые другие. Состав экстрактов и их количество, необходимое для достижения терапевтического эффекта, в зависимости от вида растения различаются — например, равноэффективные концентрации Valeriana officinalis и Valeriana jatamansi отличаются практически в 2 раза, что может оказаться значимым особенно в случаях подделки лекарственного сырья.
Вещества, содержащиеся в корне валерианы лекарственной, оказывают комплексное воздействие на:
- ЦНС — угнетающее: снижает процессы возбуждения, тормозит структуры продолговатого и среднего мозга, усиливает функциональную подвижность корковых процессов. Спазмолитический и противосудорожный эффекты. Валериановая и ацетилвалериановая кислоты ингибируют ГАМК-трансаминазу (тем самым ингибирует обратный захват и катаболизм ГАМК, но также влияет на пресинаптический компонент ГАМКергических нейронов и высвобождение синаптической ГАМК путём экспрессии м-РНК гена кодирующего β3-субъединицы[англ.] ГАМКА-рецептора[14]);
- ССС — воздействие на мышцы сердца и кровеносные сосуды;
- ЖКТ — усиливаются секреция желёз, жёлчеотделение, снижение сократимости гладких мышц.

Как лекарственное сырьё используют собранные поздней осенью (после высыхания листьев), реже ранней весной (до распускания листьев), очищенные, обмытые и высушенные корневища с корнями дикорастущей, а также культивируемой валерианы лекарственной (лат. Rhizoma cum radicibus Valerianae).
Экстракт валерианы густой изготавливается из корневищ и корней валерианы, при этом применяется экстрагент — 70% спирта этилового. В сухом водном экстракте содержатся сложный эфир борнеола и изовалериановой кислоты, борнеол, изовалериановая, свободная валериановая, органические кислоты, алкалоиды, дубильные вещества. Ни один из этих компонентов не был идентифицирован как определяющий или как главный активный ингредиент, при исследованиях с изолированными компонентами не удалось выяснить, какому из этих компонентов присуще терапевтическое действие, имеющееся (или приписываемое) у экстрактов густых из корневищ и корней валерианы. Седативный и снотворный эффект препаратов валерианы достигается только со временем при курсовом приёме, при однократном приёме эти препараты малоэффективны.
В качестве седативного лекарственного средства применяется при повышенной нервной возбудимости, бессоннице, сердечных неврозах, спазмах кровеносных сосудов, гипертонии, мигрени, истерии, спазмах органов ЖКТ, почечной и печёночной коликах, приливах крови к голове, особенно у женщин в климактерическом периоде, заболеваниях щитовидной железы, гипертиреозе, для лечения нейродермитов.
Тем не менее валериана обладает лишь очень слабым успокаивающим эффектом. В качестве успокоительного средства применялся в СССР и применяется в России. В кокрановском обзоре был сделан вывод, что нет достаточных доказательств эффективности валерианы при тревожных расстройствах. Систематический обзор показал неэффективность валерианы при бессоннице. По данным метаанализа 2010 года, валериана оказалась не более эффективна, чем плацебо, в отношении как сокращения времени засыпания, так и субъективно оцениваемого улучшения качества сна: у пациентов, принимавших валериану, время засыпания уменьшалось в среднем на 0,7 минуты по сравнению с плацебо. В метаанализе 2006 года был сделан вывод о возможном улучшении качества сна при приёме валерианы, но было также сказано, что эти результаты нужно интерпретировать с осторожностью, что у включённых в метаанализ исследований существуют значительные методологические недостатки и что необходимы более крупные РКИ для выводов об эффективности валерианы. В 2020 году был проведён повторный более тщательный метаанализ с учётом предыдущих противоречий, в том числе обнаруженных в кокрановских обзорах; в результате этого обзора была выявлена безопасность препаратов валерианы для пациентов, а разнобой в результатах исследований оказался, по данным обзора, скорее всего связан с разным качеством экстрактов, применённых в том или ином исследовании. Обзор показал скорее наличие терапевтической эффективности у валерианы, чем её отсутствие.
Препараты валерианы лекарственной оказывают антагонистическое действие бруцину, снижают эффект кофеина.
Также высказывается утверждение, что не оказывает никакого лечебного эффекта дозировка экстракта[какого?] корня валерианы лекарственной ниже 100 мг и что целесообразно применять экстракт валерианы в дозах от 300 мг до 1 г на 1 приём. В разных странах дозы и формы выпуска применяемых препаратов валерианы могут сильно различаться. Так, в Норвегии в продаже находятся таблетки с сухим водным экстрактом в дозе 200 мг (к примеру, Valerina Forte), в России — с густым спиртовым экстрактом (экстракция 70 % раствором этанола) в дозе 20 и 40 мг (к примеру, Валериана Форте).
До сих[каких?] пор точно не установлено, какое из химических соединений, содержащихся в корневищах валерианы, даёт лечебный эффект.

#### Побочное действие и противопоказания
Из побочных эффектов отмечаются сонливость, подавленность, снижение работоспособности, при длительном применении — запор, редко — аллергические реакции. В период лечения необходимо соблюдать осторожность при вождении автотранспорта и занятии другими потенциально опасными видами деятельности, требующими повышенной концентрации внимания и быстроты психомоторных реакций. ЛД50 для мышей составляет при внутрибрюшинном введении 580 мг/кг. У людей известен случай передозировки при приёме 25 г порошка корня V. officinalis, которое проявилось заторможенностью, усталостью, спазмами в животе и тремором, прошедшими самостоятельно в течение 24 часов. В общем, препараты назначаются в качестве мягких транквилизаторов без тяжёлых побочных эффектов взамен бензодиазепинов, у которых тяжёлые побочные действия есть. Механизм седативного действия корней и корневищ валерианы также опосредован через бензодиазепиновые рецепторы.
Препарат противопоказан в первом триместре беременности и при гиперчувствительности к компонентам лекарства. По данным экспериментальных исследований, валериана существенно снижает в головном мозге у плода уровень цинка, участвующего в регуляции функций нервной системы. В лабораторных исследованиях на животных не показано влияние препаратов валерианы на беременность и плод. В исследованиях in vitro (на культуре клеток ECV304) отмечалась генотоксичность, опосредованная активными формами кислорода, а также балдриналом и гомобалдриналом, продуктами биодеструкции в организме вальтрата и изовальтрата соответственно. Но эти данные in vivo ещё не подтверждены.

#### Фармакодинамика
Механизм действия компонентов валерианы на 2023 год не выяснен, предположительно активными компонентами являются валереновая кислота и валепотриат.
Разные учёные высказали несколько гипотез, например, что компоненты валерианы ускоряют высвобождение нейромедиатора торможения нейронов, гамма-аминомасляной кислоты.

#### Фармакотерапевтическая группа
Код АТХ: N05CM09 «Прочие снотворные и седативные препараты». Клинико-фармакологическая группа: «Седативный препарат растительного происхождения».

#### Лекарственные формы
Лекарственные формы валерианы, применяемые в СССР, России и ряде постсоветских стран
Валериана лекарственная используется в следующих лекарственных формах:
- Растительное сырьё — измельчённые кусочки корней и корневищ различной формы светло-коричневого цвета или порошок серовато-бурого цвета, могут расфасовываться в фильтр-пакеты или прессоваться в брикеты. Используется для приготовления настойки, экстракта, входит в состав лекарственных сборов (ветрогонного, успокоительных №№ 1, 2, 3, желудочного № 3, микстуры М. Н. Здренко);
- Настойка валерианы (разг. «валерьянка»[34][35]) — прозрачная жидкость красно-бурого цвета (темнеет под влиянием солнечного света), характерного ароматного запаха и сладковато-горького вкуса;
- Экстракт валерианы густой спиртовый — в виде таблеток дозировкой  по 0,02 и 0,04 г, покрытых оболочкой;
- В состав некоторых многокомпонентных лекарственных препаратов, таких как «Кардиовален», «Валокормид», «Трикардин», «Валоседан», «Ново-Пассит», «Персен», «Нервофлукс», «Гастрогуттал» и других, входят настой или экстракт валерианы. В состав препаратов «Корвалол», «Барбовал» входит α-бромизовалериановая кислота, в состав препарата «Валидол» — ментил изовалерат.

Лекарственные формы валерианы, применяемые в Европе
Согласно документам Европейского агентства лекарственных средств (EMEA), в Европейском союзе используются следующие возможные формы выпускаемых препаратов:
- с 2006 года до 2016 года[36]:
  - экстракты, приготовленные с использованием этанола/воды (этанол 40–70 % (об./об.)); отмечаются как хорошо зарекомендовавшее себя средство (англ. well-established use);
  - обычно применяемые:
    - сухие экстракты, приготовленные на воде;
    - настойка валерианы;
    - отжатый сок из свежего корня;
    - масло корня валерианы;
    - сухие корни валерианы;
- после 2016 года[37]:
  - сухой экстракт (3-7,4 : 1), экстракционный растворитель — этанол 40-70% (об./об.), отмечается как хорошо зарекомендовавшее себя средство;
  - обычно применяемые:
    - измельчённое растительное сырьё (для применения в виде травяного чая; для использования в качестве добавки для ванн);
    - порошкообразное растительное вещество;
    - сок, отжатый из свежего корня (1 : 0,60-0,85);
    - сухой экстракт (4-6 : 1), экстракционный растворитель: вода;
    - жидкий экстракт (1 : 4-6), экстракционный растворитель — вода;
    - сухой экстракт (4-7 : 1), экстракционный растворитель — метанол 45% (об./об.);
    - сухой экстракт (5,3-6,6 : 1), экстракционный растворитель — метанол 45% (м/м);
    - жидкий экстракт (1 : 7-9), растворитель для экстракции — сладкое вино (sweet vine);
    - жидкий экстракт (1 : 1), экстракционный растворитель — этанол 60% (об/об);
    - настойка (1 : 8), экстракционный растворитель — этанол 60% (об./об.);
    - настойка (1 : 10), экстракционный растворитель — этанол 56%;
    - настойка (1 : 5), растворитель для экстракции — этанол 70% (об./об.);
    - настойка (1 : 5), экстракционный растворитель — этанол 60-80% (об./об.);
    - сухой экстракт (5,5-7,4 : 1), растворитель для экстракции — этанол 85% (м/м).

### Другое
Валериана лекарственная — умеренный медонос, даёт пчёлам немного нектара (пыльцу с неё пчёлы не берут). По данным  И. Н. Мадебейкина, медопродуктивность валерианы составляет 200—300 кг/га.
Валериана лекарственная также возделывается как декоративное растение наряду с валерианой чесноколистной (Valeriana alliariifolia).

## Исторические сведения
Влияние валерианы лекарственной на высшую нервную деятельность было известно ещё врачам Древней Греции. Диоскорид писал о валериане как о «средстве, способном управлять мыслями». В средневековой Европе это растение применяли при разнообразных нервных расстройствах, в том числе при эпилепсии. Знали о свойствах валерианы и в Древней Руси. В промышленных масштабах её стали заготавливать в России в XVIII веке.

## Действие на кошачьих
Экстракт корня валерианы лекарственной оказывает необычное действие на домашних кошек, сходное с действием наркотика на человека (отсюда и народное название растения — «кошачья трава» или «кошачий корень»). Также он оказывает необычное действие и на других кошачьих (тигры, львы, пумы и т. д.). Действующее вещество, вызывающее такой эффект, — актинидин, и этот эффект, вероятно, объясняется тем, что запах актинидина похож на запах 3-меркапто-3-метилбутан-1-ола, содержащегося в моче кошачьих. Сходное действие оказывает котовник кошачий из-за содержащегося в нём непеталактона. Точно так же действует на домашних кошек и просто корень валерианы и препараты из него.
Экстракт корня валерианы у кошек вызывает также снижение влияния симпатической нервной системы на сердечно-сосудистую систему, расслабляет миокард, увеличивает диастолический, систолический и ударный объёмы, вызывает вазодилатацию лёгочных сосудов, действие опосредовано через ГАМК.

## Ботаническая классификация

### Синонимы
По данным The Plant List:
- Valeriana baltica Pleijel
- Valeriana exaltata J.C.Mikan